# GSC4285-1726
GSC4285-1726 — хімічно пекулярна зоря спектрального класу A8, що має видиму зоряну величину в смузі V приблизно  9,9.

## Пекулярний хімічний склад
Зоряна атмосфера GSC4285-1726 має підвищений вміст 
Cr
.